# Sparassis

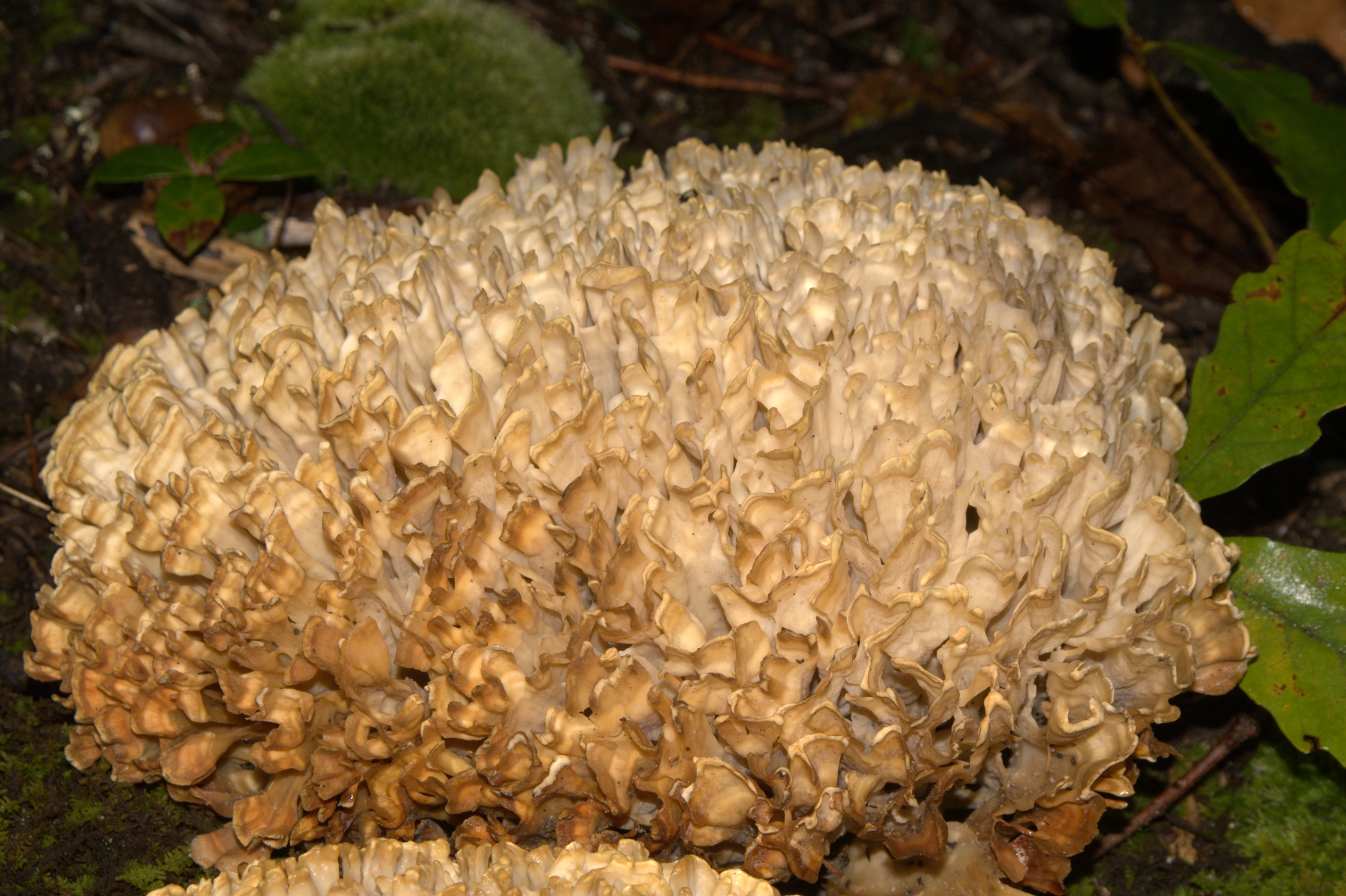
Siedzuń dębowy

Sparassis Fr. (siedzuń) – rodzaj grzybów z rodziny siedzuniowatych (Sparassidaceae).

## Cechy charakterystyczne
Pasożyty korzeni i saprotrofy powodujące brunatną zgniliznę drewna. Owocniki gąbczaste, ze zrośniętymi elementami kędzierzawymi, falisto-tasiemkowatymi po obu stronach pokrytymi hymenium, wyrastającymi ze wspólnego trzonu. Wysyp zarodników żółtawokremowy, nieamyloidalny. Zarodniki eliptyczne, gładkie, bez pory rostkowej.

## Systematyka i nazewnictwo
Pozycja w klasyfikacji według Index Fungorum: Sparassidaceae, Polyporales, Incertae sedis, Agaricomycetes, Agaricomycotina, Basidiomycota, Fungi.
Takson utworzył Elias Fries w 1819 r. Synonim naukowy Masseeola Kuntze. Polską nazwę podał Henryk Orłoś w 1949 r. W polskim piśmiennictwie mykologicznym należące do tego rodzaju gatunki opisywane były także jako płaskosz, sorokop, siedź, szmaciak, strzępiak.
Gatunki występujące w Polsce:
- Sparassis brevipes Krombh. 1834 – siedzuń dębowy
- Sparassis crispa (Wulfen) Fr. 1821 – siedzuń sosnowy

Nazwy naukowe na podstawie Index Fungorum. Wykaz gatunków i nazwy polskie według Władysława Wojewody.